# Windows Server Essentials
A Windows Server Essentials a Microsoft szerveroldali integrált szoftvercsomagja a 25 főnél és 50 eszköznél kisebb vállalkozások számára, amelynek része a Windows Server, az Exchange Server, a SharePoint és az Outlook is.
Az utolsó kiadás a 2019-es volt; az „Essentials” licenccel rendelkezők jogosultak a Windows Server 2022 aktiválókulcsára.

## Története

### Small Business Server
A szoftver kezdetben a Microsoft BackOffice Server egy változata volt, azonban a Windows 2000 megjelenésével önállóan adták ki. A Premium verzió tartalmazta az SQL Servert, az ISA Servert és a FrontPage-et. Az SBS 2003 utáni kiadások a Windows Server egy változataként, a Windows márkanév alatt jelentek meg.
A Windows Server 2008 for Windows Essential Server Solutions (WinWESS, más néven Windows Server 2008 Standard FE) a Windows Server 2008 egy változataként jelent meg, maximum 15 klienslicencet támogat. A 2008 Premium az ISA Servert nem, csak az SQL Servert tartalmazza, azonban a Software Assurance modellen keresztül frissítőket az ISA Server legújabb verziójával kompenzálták. 2008 decemberében kiadták a Windows Essential Business Server 2008-at, azonban az alacsony érdeklődés miatt 2010-ben kivezették.
Az SBS 2011 három változatban (Essentials, Standard és Premium) jelent meg; eltérések a felhasználók maximális számában és a csomag tartalmában vannak.

### Server Essentials
A Windows Server 2012 megjelenésével a szoftvercsomagot Windows Server Essentialsre nevezték át; ennek négy kiadása (2012, 2012 R2, 2016 és 2019) jelent meg. A Server 2019 Essentialsből a Windows Server Essentials Experience” szerepkör hiánya miatt több, a korábbi verziókban meglévő elem (például Office 365-integráció vagy a kliensek biztonsági mentése) hiányzik.

### Kivezetése
2018 szeptemberében felmerült, hogy a 2019-es volt a szoftvercsomag utolsó kiadása. A Windows Server 2022 megjelenésekor a Microsoft azt közölte, hogy a Windows Server Essentials 2022 mindössze a licencelési sémában különbözik a Server 2022-től.
A csomag kivezetésekor annak funkcionalitását a Microsoft 365 és az Azure vették át.

## Verziótörténet
BackOffice Small Business Server 4.0
1997. október 22-én jelent meg, 25 klienslicencet támogat. Tartalmazza a Windows NT 4.0 Service Pack 3-at, az Exchange Server 5.0 Service Pack 1-et, az Internet Information Services 3.0-t, az SQL Server 6.5 SP1-et, a Proxy Server 1.0-t, az Outlook 97-et, valamint az Internet Explorer 3.02-es vagy 4.01-es verzióját.
BackOffice Small Business Server 4.5
1999. május 24-én jelent meg, 50 klienslicencet támogat. Tartalmazza az NT 4.0 SP4-et, az Exchange Server 5.5 SP2-t, az IIS 4.0-t, az SQL Server 7.0-t, az Internet Explorer 5.0-t, az Outlook 2000-et, valamint a FrontPage 2000-et.
Microsoft Small Business Server 2000
2001. február 21-én jeleng meg, 50 klienslicencet támogat. Tartalmazza a Windows 2000 Servert, az Internet Explorer 5.0-t, az IIS 5.0-t, az Exchange 2000 Servert, az SQL Server 2000 Standardet, az Internet Security & Acceleration Server 2000-et, az Outlook 2000-et, valamint a FrontPage 2000-et.
Windows Small Business Server 2003
A Bobcat kódnevű verzió 2003. október 9-én jelent meg, 75 klienslicencet támogat. Tartalmazza a Windows Server 2003-at, az Exchange Server 2003-at, az Outlook 2003-at, a SharePoint Services 2.0-t, a Premium verzióban a FrontPage 2003-at, továbbá opcionálisan az SQL Server 2000-t és az ISA Server 2000-et. A Service Pack 1 2005. július 25-én jelent meg.
Windows Small Business Server 2003 R2
2006. július 29-én jelent meg, 75 klienslicencet támogat; legjelentősebb funkciója a kisvállalkozásoknak szánt, a Windows Server Update Servicesen alapuló menedzsmentfelület. A levelezőszerver adatbázisának maximális mérete 18 gigabyte, de ez a rendszerleíró adatbázis módosításával 75 gigabyte-ra növelhető.
Windows Small Business Server 2008
A Cougar kódnevű verzió 2008. augusztus 21-én jelent meg, 75 felhasználót támogat; a 2003-as verzióhoz képest változás, hogy a szoftver nem ellenőrzi a klienslicencek meglétét. A változat a Windows Server 2008-at, az Exchange Server 2007-et, a SharePoint Services 3.0-t, valamint a Forefront Security for Exchange és Windows Live OneCare for Server szolgáltatások 120 napos próbaverzióját tartalmazza. A Premium kiadás tartalmazza az SQL Servert, amely másodlagos kiszolgálóként is futtatható. Az SBS 2008 tartalma:
- Az elvégzendő feladatok szerint rendezett kezelőfelület[19]
- DNS-rekordok rögzítése több regisztrátoron keresztül
- Adatgyűjtés (például víruskereső állapota) a szerverről és a kliensekről is
- Az egyes felhasználók gépenkénti hozzáférésének beállítása távoli eléréssel
- Microsoft Office Live-integráció
- Átalakított biztonsági mentés (a szalagra mentés a továbbiakban csak külső programokkal lehetséges)
- A szoftvert kötelező tűzfal mögé telepíteni; az ISA Server többé nem a rendszer része, több hálózati csatoló használata pedig nem támogatott
- A 32 bites SBS 2003 64 bites SBS 2008-ra való frissítése problémás lehet;[* 1][20][21] a SharePoint frissítése nem lehetséges[22]

A rendszer 2008. augusztus 21-én került gyártásba, és november 12-én jelent meg.
Windows Small Business Server 2011
A Microsoft a WPC 2010 során az SBS család kettő tagját jelentette be: az Aurora kódnevű 25 felhasználót támogat és felhőalapú, emellett hiányzik belőle az Exchange Server és a SharePoint Server, valamint a Windows Server Update Services; a 75 felhasználót támogató SBS 7 ezeket viszont tartalmazza. A szoftvercsomagok hivatalos nevét 2010 végén közölték: az Aurora a Windows Small Business Server 2011 Essentials, az SBS 7 pedig a Windows Small Business Server 2011 Standard elnevezést kapta. 2011-ben a Windows Server 2008 R2-t és az SQL Server 2008 R2-t tartalmazó Premium verzió kiegészítő csomagként vált elérhetővé.
Az SBS 2011 szoftvercsomag  a TechNet- és MSDN-feliratkozóknak 2010. december 13-ától érhető el, a tömeges licencelésű változat pedig januárban jelent meg. Telepítéséhez internetkapcsolatra van szükség.
Windows Server 2012 Essentials
2012 júliusában bejelentették, hogy a szoftvercsomagot Essentialsre nevezik át; a 2012-es verzió október 10-én jelent meg. A maximum 25 felhasználó és 50 eszköz számára tervezett verzió nem tartalmazza az Exchange Servert.
Windows Server 2012 R2 Essentials
2013. szeptember 9-én jelent meg.
Windows Server 2016 Essentials
2016. október 12-én jelent meg.
Windows Server 2019 Essentials
A termékvonal utolsó verziója; ebben a kiadásban sok korábbi funkciót (például távoli elérés, Office 365-integráció) eltávolítottak.

## Licencelés
A Microsoft a szerveroldali rendszerek licencelésénél általában a felhasználók vagy a munkaállomások számát veszi figyelembe, azonban a Windows Server 2012 Essentialstől kezdve nincs szükség külön klienslicencek vásárlására.
A Windows Small Business Server esetén az alábbi korlátozások élnek:
- A tartományban csak egy gép futtathatja az SBS-t; a többi számítógépen más operációs rendszert (például Windows Server) kell használni
- Az SBS-t futtató gépnek az Active Directory-tartomány gyökerében kell lennie
- Más tartományokkal nem építhető ki biztonságos kapcsolat, az altartományok nem támogatottak
- A klienslicenc típusától függően maximum 75 felhasználó vagy munkaállomás támogatott
- Az SBS 2003 és korábbi verziók maximum 4 gigabyte RAM-ot tudnak megcímezni, az SBS 2008 pedig 32 gigabyte memóriát támogat; a telepítéshez 4 GB szükséges
- Az SBS 2003 R2 és korábbi verziók csak az IA-32, az SBS 2008 pedig csak az x86-64 architektúrára érhetők el
- Az SBS 2008-ban található SQL Server 2008 Standard Edition for Small Business csak tartományon belül,[27][28] és csak maximum 75 gépet tartalmazó hálózatban használható
- Az SBS 2003-tól kezdődően a távoli elérés egyszerre két példányban futtatható; alkalmazásmegosztáshoz a Windows Server valamelyik verziója szükséges[29]

A Windows Small Business Server 2003 R2 Transition Pack megvásárlásával ezek a korlátozások átléphetőek.

## Fordítás
- Ez a szócikk részben vagy egészben  a   Windows Server Essentials című angol Wikipédia-szócikk ezen változatának fordításán alapul.  Az eredeti cikk szerkesztőit annak laptörténete sorolja fel. Ez a jelzés csupán a megfogalmazás eredetét és a szerzői jogokat jelzi, nem szolgál a cikkben szereplő információk forrásmegjelöléseként.